# Disney Cinemagic (Espagne)
Pour les articles homonymes, voir Disney Cinemagic.
Disney Cinemagic était une chaine de télévision diffusée en Espagne et appartenant au groupe The Walt Disney Company Iberia.

## Historique
La chaine a été lancée en Espagne le 1er juillet 2008 en remplacement de Toon Disney.
Une version d'une heure décalé, Disney Cinemagic +1, est lancée le 1er juillet 2008, en même temps que la version normale.
La version portugaise est lancée le 1er octobre 2008.
Disney Cinemagic est lancée sur Digital+ en septembre 2010 en remplaçant Disney Channel +1, auparavant elle n'était distribuée que sur le câble et l'ADSL.
Depuis le 1er juin 2010, la chaine est disponible en haute définition.
Dès le 15 décembre 2014, une campagne de soutien à Disney Cinemagic en Espagne se crée pour sauver la chaîne payante qui allait s'arrêter début 2015 avec le mot-dièse #SalvarDisneyCinemagic sur Twitter, sans conséquence.

## Programmation
Les films diffusés
Disney Cinemagic diffusait des films du catalogue Disney, des classiques aux nouveautés.
Les émissions diffusées
- Les 101 Dalmatiens, la série
- Aladdin
- Cendrillon
- Dias Felices (Série télévisée Argentine)
- Eliot Kid
- Hercule
- Kuzco, l'empereur mégalo
- Lilo & Stitch
- Lizzie McGuire
- Peter Pan
- Groove High: L'ecole de danse
- Sabrina
- Sandra, detective de cuentos
- Tarzan
- Timon et Pumbaa
- Myster Mask
- La Bande à Picsou
- La Bande à Dingo
- Disney's tous en boîte
- Les Mésaventures du Roi Arthur

## Diffusion
La chaîne est disponible sur diverses plateformes :
- Par satellite :
  - Canal+: canal 44 et 73, en qualité standard et en Haute Définition.

Lors de son lancement en septembre 2010 sur Canal+, la chaîne a remplacé Disney Channel +1 sur son canal. Sa version en Haute Définition est arrivée à la même date que Disney Cinemagic.
- Par câble : 
  - ONO : canal 47, en qualité standard. Dispose d'une version +1.
  - Telecable : canal 97, en qualité standard.
- Par ADSL : 
  - Imagenio : canal 59, en qualité standard. Dispose d'une version +1.
  - Orange : canal 36, en qualité standard. Dispose d'une version +1.